# Iron Man 2 (AC/DC-album)
Az Iron Man 2 az ausztrál AC/DC rockegyüttes 2010-ben megjelent filmzene-albuma, mely a Vasember 2. című filmben elhangzó dalaikat tartalmazza. A dalok mindegyike korábban már megjelent a zenekar stúdióalbumain, így gyakorlatilag válogatáslemeznek is tekinthető. A mozifilmhez John Debney zeneszerző írt eredeti filmzenét, ami szintén kiadásra került Iron Man 2: Original Motion Picture Score címmel.
A AC/DC-albumhoz két promóciós videóklip készült, azonos koreográfiával. A Shoot to Thrill és a Highway to Hell dalok videójában is a filmből vett jeleneteket az együttes 2009-es Buenos Aires-i koncertjén készült felvételekkel vágták össze. Az album számos országban volt listavezető, illetve az eladott példányszámok alapján arany- vagy platinalemez státuszt ért el.

## Az album dalai
| #   | Cím                               | Zene                                      | Eredeti megjelenés             | Hossz |
| --- | --------------------------------- | ----------------------------------------- | ------------------------------ | ----- |
| 1.  | Shoot to Thrill                   | Angus Young, Malcolm Young, Brian Johnson | Back in Black (1980)           | 5:17  |
| 2.  | Rock 'n' Roll Damnation           | Young, Young, Bon Scott                   | Powerage (1978)                | 3:37  |
| 3.  | Guns for Hire                     | Young, Young, Johnson                     | Flick of the Switch (1983)     | 3:26  |
| 4.  | Cold Hearted Man                  | Young, Young, Scott                       | Powerage (1978)                | 3:34  |
| 5.  | Back in Black                     | Young, Young, Johnson                     | Back in Black (1980)           | 4:16  |
| 6.  | Thunderstruck                     | Young, Young                              | The Razors Edge (1990)         | 4:53  |
| 7.  | If You Want Blood (You've Got It) | Young, Young, Scott                       | Highway to Hell (1979)         | 4:37  |
| 8.  | Evil Walks                        | Young, Young, Johnson                     | For Those About to Rock (1981) | 4:23  |
| 9.  | T.N.T.                            | Young, Young, Scott                       | T.N.T. (1975)                  | 3:34  |
| 10. | Hell Ain't a Bad Place to Be      | Young, Young, Scott                       | Let There Be Rock (1977)       | 4:15  |
| 11. | Have a Drink on Me                | Young, Young, Johnson                     | Back in Black (1980)           | 3:57  |
| 12. | The Razors Edge                   | Young, Young                              | The Razors Edge (1990)         | 4:23  |
| 13. | Let There Be Rock                 | Young, Young, Scott                       | Let There Be Rock (1977)       | 6:07  |
| 14. | War Machine                       | Young, Young                              | Black Ice (2008)               | 3:10  |
| 15. | Highway to Hell                   | Young, Young, Scott                       | Highway to Hell (1979)         | 3:28  |

| 1.  | Shoot to Thrill (Iron Man 2 version)                                   |  |
| 2.  | The making of Shoot to Thrill music video                              |  |
| 3.  | Highway to Hell (live at River Plate Stadium, Buenos Aires, 2009)      |  |
| 4.  | Rock 'n' Roll Damnation (Live at Apollo Theatre, Glasgow, 1978)        |  |
| 5.  | If You Want Blood (You've Got It) (Highway to Hell music video, 1979)  |  |
| 6.  | Back in Black (live at Plaza de Toros de Las Ventas, Madrid, 1996)     |  |
| 7.  | Guns for Hire (live at Joe Louis Arena, Detroit, MI, 1983)             |  |
| 8.  | Thunderstruck (live at Donington Park, 1991)                           |  |
| 9.  | Let There Be Rock (live at Plaza de Toros de Las Ventas, Madrid, 1996) |  |
| 10. | Hell Ain't a Bad Place to Be (live at Circus Krone, Munich, 2003)      |  |

## Helyezések
| Lemezeladási lista                            | Legjobb helyezés |
| --------------------------------------------- | ---------------- |
| Ausztrália (ARIA Top 50 Albums)               | 2                |
| Ausztria (Ö3 Austria Top 40)                  | 1                |
| Belgium (Ultratop Flandria)                   | 1                |
| Belgium (Ultratop Vallónia)                   | 2                |
| Dánia (Hitlisten Album Top 40)                | 3                |
| Egyesült Királyság (UK Albums Chart)          | 1                |
| Finnország (Musiikkituottajat Albumit Top 50) | 5                |
| Hollandia (Dutch Charts Album Top 100)        | 5                |
| Kanada (Billboard Canadian Albums Chart)      | 1                |
| Magyarország (MAHASZ Top 40 albumlista)       | 2                |
| Németország (Offizielle Top 100)              | 1                |
| Norvégia (VG-lista Album Top 40)              | 1                |
| Svájc (Schweizer Hitparade Top 100 Albums)    | 1                |
| Svédország (Sverigetopplistan Top 60 Albums)  | 1                |
| Új-Zéland (Recorded Music NZ Top 40 Albums)   | 1                |
| USA Billboard 200                             | 4                |

## Fordítás
Ez a szócikk részben vagy egészben  az   Iron Man 2 (soundtrack) című angol Wikipédia-szócikk fordításán alapul.  Az eredeti cikk szerkesztőit annak laptörténete sorolja fel. Ez a jelzés csupán a megfogalmazás eredetét és a szerzői jogokat jelzi, nem szolgál a cikkben szereplő információk forrásmegjelöléseként.